# Hans-Ulrich Schmied
Hans-Ulrich „Uli” Schmied (ur. 23 lutego 1947 w Miśni) – niemiecki wioślarz reprezentujący NRD, dwukrotny medalista olimpijski i trzykrotny medalista mistrzostw świata.

## Kariera
Wystąpił na igrzyskach olimpijskich w Meksyku w 1968, zajmując piąte miejsce w dwójkach podwójnych. Na rozgrywanych cztery lata później igrzyskach olimpijskich w Monachium wspólnie z Joachimem Böhmerem zdobył brązowy medal w tej samej konkurencji. W finale o 2,78 sekundy wyprzedziła ich osada ZSRR, a o 2,97 sekundy lepsi byli Norwegowie. Brał też udział w igrzyskach olimpijskich w Montrealu w 1976, razem z Jürgenem Bertowem ponownie zajmując trzecie miejsce w dwójkach podwójnych. W wyścigu finałowym lepsi o 4,25 sekundy byli Norwegowie, a 2,19 sekundy Brytyjczycy.
Razem z Böhmerem zdobył też srebro w dwójkach podwójnych na mistrzostwach świata w St. Catharines (1970). Na rozgrywanych w 1974 mistrzostwach świata w Lucernie Hans-Ulrich Schmied i Christof Kreuziger zdobyli w tej konkurencji złoty medal. Następnie wspólnie z Rüdigerem Reiche wywalczył kolejny srebrny medal na mistrzostwach świata w Amsterdamie (1977).
Ponadto zdobył złote medale w dwójkach podwójnych na mistrzostwach Europy w Kopenhadze (1971) i mistrzostwach Europy w Moskwie (1973).
Poza sportem pracował początkowo jako budowlaniec, następnie ukończył studia inżynierskie. Do zjednoczenia Niemiec pracował w państwowej instytucji, następnie pracował w biurze architektonicznym w Berlinie.
Odznaczony Orderem Zasługi dla Ojczyzny.